# Vitesse commerciale
La vitesse commerciale d'un moyen de transport en commun est sa vitesse moyenne, utile à l'usager.

## Définition
La vitesse commerciale tient compte de la vitesse de pointe, des arrêts et, si le mode de transport en commun n'est pas en site propre, des embouteillages.
La vitesse commerciale ne tient pas compte des éventuels délais d'embarquement, ce qui fait toute la différence sur de courtes distances entre l'avion et le TGV par exemple.